# Sabou (département)
Pour les articles homonymes, voir Sabou.
Sabou  est un département du Burkina Faso située dans la province du Boulkiemdé et dans la région Centre-Ouest.
En 2006, le dernier recensement comptabilise 45 877 habitants

## Villages
Le département se compose de quatorze villages :
- Bourou
- Godé
- Ipendo
- Koupéla
- Nabadogo
- Nadiolo
- Namanéguéma
- Nariou
- Nibagdo
- Ouézindougou
- Sabou (chef-lieu)
- Sarana
- Savili
- Tanghin-Wobdo